# Daniel González Benítez
Pour les articles homonymes, voir Benítez.
Daniel González Benítez est un footballeur espagnol, né le 7 avril 1987 à Palma de Majorque. Il évolue comme milieu offensif gauche.

## Palmarès
- Grenade CF
  - Champion de Segunda Division B : 2010.